# Sasha Alexander

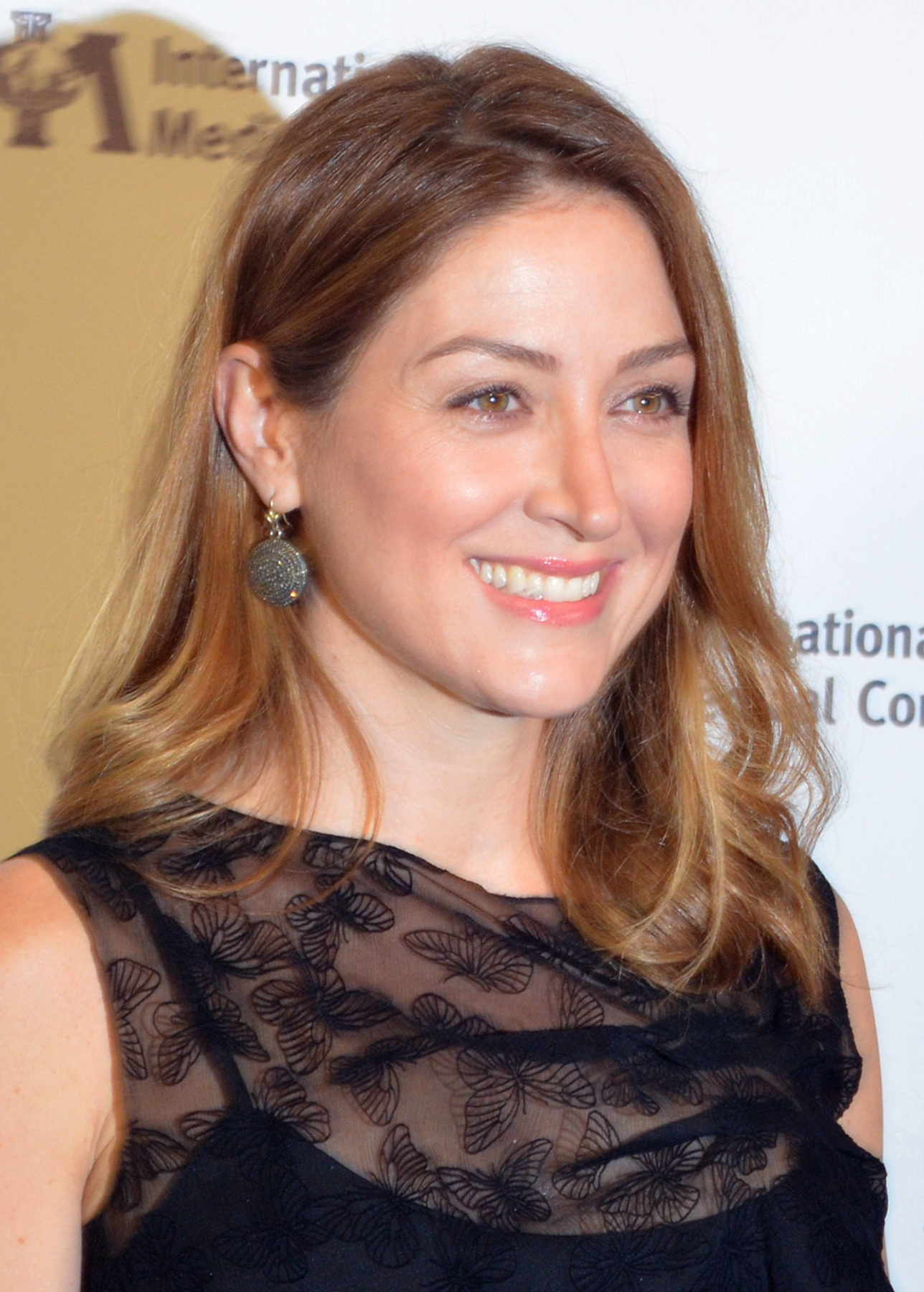
Sasha Alexander (2012)

Sasha Alexander (* 17. Mai 1973 in Los Angeles, Kalifornien als Suzana Drobnjaković) ist eine US-amerikanische Film- und Fernsehschauspielerin. Ihren Künstlernamen wählte sie nach dem Spitznamen und richtigen Vornamen ihres Bruders Alexander.

## Biografie
Suzana Drobnjaković wurde als Tochter serbischer Einwanderer im kalifornischen Los Angeles geboren. Ihre Mutter Dobrila Pavlović stammt aus der serbischen Hauptstadt Belgrad, ihr Vater Dragiša Drobnjaković aus der Region Šumadija. Mit der Schauspielerei begann sie, als sie die weibliche Hauptrolle in einer Schulproduktion mit dem Titel Baby übernahm. Später arbeitete sie in New York bei Shakespeare- und Summer-Stock-Festivals mit. Die Rolle der Katherine in dem Stück Der Widerspenstigen Zähmung brachte ihr die Möglichkeit, in Großbritannien bei der Royal Shakespeare Company zu studieren.
Alexander machte einen Abschluss in Regie an der School of Cinema-Television, die zur University of Southern California gehört. Gleichzeitig spielte sie in mehreren – von den Kritikern gelobten – Independent-Filmen mit, die auf Festivals in ganz Amerika gezeigt wurden.
Sie ist auch hinter der Kamera tätig, wie zum Beispiel bei der Produktion Lucky 13, bei der sie Regie führte, am Drehbuch mitschrieb, die Hauptrolle spielte und produzierte.

## Privates
Am 18. September 1999 heiratete Alexander den Regisseur und Drehbuchautor Luka Pecel. Die Ehe wurde später annulliert. Am 12. Mai 2006 wurde sie Mutter einer Tochter. Vater des Kindes ist ihr späterer Ehemann, der Regisseur Edoardo Ponti, ein Sohn von Sophia Loren und Carlo Ponti. Mit ihm ist sie seit dem 11. August 2007 verheiratet. Am 20. Dezember 2010 kam das zweite gemeinsame Kind, ein Sohn, zur Welt.

## Schauspielkarriere
In der Fernsehserie Wasteland hatte Alexander 1999 eine der Hauptrollen inne, die Serie kam auf eine Staffel. In der Jugendserie Dawson’s Creek hatte sie eine Nebenrolle in der vierten Staffel. Größere Bekanntheit erlangte Alexander in der Serie Navy CIS, in der sie zwei Jahre (2003 bis 2005) die Agentin Caitlin „Kate“ Todd spielte. Nach der zweiten Staffel der Serie stieg Alexander aus, da ihr nach eigenen Angaben die Belastung der Dreharbeiten für noch viele weitere Folgen zu hoch war. Daher wurde sie „herausgeschrieben“, ihre Figur wurde ermordet. Dessen ungeachtet erschien sie in den Folgen 8x14 und 9x14 in Gedanken oder Erinnerungen. Die Szenen wurden jedoch nicht neu gedreht, stattdessen wurde nicht verwendetes Archivmaterial genutzt oder Szenen ihrer bisherigen Auftritte nachbearbeitet. Zwischen 2010 und 2016 verkörperte sie in der Fernsehserie Rizzoli & Isles die Gerichtsmedizinerin Maura Isles.

## Filmografie (Auswahl)

### Filme
- 1997: Battle of the Sexes (Kurzfilm)
- 1997: Visceral Matter
- 1999: Twin Falls Idaho
- 2001: Ball & Chain (Fernsehfilm)
- 2001: All Over the Guy
- 2003: Expert Witness (Fernsehfilm)
- 2005: Lucky 13
- 2006: Mission: Impossible III
- 2008: Der Ja-Sager (Yes Man)
- 2008: Tenure
- 2009: Er steht einfach nicht auf Dich (He’s Just Not That Into You)
- 2009: Love Happens
- 2009: Play Dead
- 2009: The Karenskys (Fernsehfilm)
- 2011: Coming and Going
- 2013: The Girl from Nagasaki
- 2017: Bernard and Huey
- 2018: Amanda McKay
- 2018: Ride
- 2020: Dangerous Lies
- 2023: Bleeding Love

### Serien
- 1999: Wasteland (13 Folgen)
- 2000–2001: Dawson’s Creek (Folgen 4x01–4x21)
- 2001: CSI: Vegas (CSI: Crime Scene Investigation, Folge 2x06 Wie Kain und Abel)
- 2002: Friends (Folge 8x19 Joeys Interview)
- 2002: Greg the Bunny (Folge 1x07 Surprise!)
- 2002: Presidio Med (vier Folgen)
- 2003–2005, 2011–2012: Navy CIS (NCIS, 50 Folgen)
- 2006: E-Ring – Military Minds (E-Ring, Folge 1x13 Kriegsverbrechen)
- 2006: The Nine – Die Geiseln (The Nine, Folge 1x07 Outsiders)
- 2009: Dark Blue (Folge 1x10 Schüsse in der Nacht)
- 2010: Dr. House (House, M.D., Folge 6x11 Menschenbilder)
- 2010–2016: Rizzoli & Isles (105 Folgen)
- 2015–2016: Shameless (zehn Folgen)
- 2018: Law & Order: SVU (Folge 20x07 Caretaker)
- 2019: FBI (Folge 2x03 American Idol)
- 2020: Deathstroke – Knights & Dragons (Folge 1x01 Knights & Dragons: Part One)
- 2020: Lass es, Larry! (Curb Your Enthusiasm, Folge 10x18 Elizabeth, Margaret and Larry)
- 2020: Unglaubliche Geschichten (Amazing Stories, Folge 1x01 The Cellar)
- 2023: Law & Order (Folge 22x19 Private Lives)
- 2023: The Morning Show (Folge 3x05 Love Island)